# باول هازارد
باول هازارد (بالفرنسية: Paul Hazard)‏ هو كاتب مقالات ومؤرخ فرنسي، ولد في 30 أغسطس 1878 في Noordpeene ‏ في فرنسا، وتوفي في 12 أبريل 1944 في باريس في فرنسا.

## وصلات خارجية
- باول هازارد على موقع الموسوعة البريطانية (الإنجليزية)